# Dieter Hertz-Eichenrode
Dieter Hertz-Eichenrode (* 18. September 1932 in Dąbrowa) ist ein deutscher Geschichtswissenschaftler und Hochschullehrer.

## Leben
Dieter Hertz-Eichenrode studierte Philosophie und veröffentlichte 1959 seine vielbeachtete Dissertation zum Junghegelianer Bruno Bauer. Nach seiner Promotion war er wissenschaftlicher Assistent und Mitarbeiter von Gerhard Schulz an der FU Berlin, bis dieser 1962 nach Tübingen wechselte. Anschließend wurde er Professor am Zentral-Institut für Sozialwissenschaftliche Forschung der FU Berlin. 1997 wurde er emeritiert.
Zur Ehrenpromotion von Gordon A. Craig an der FU Berlin hielt er als amtierender Sprecher des Fachbereichs Geschichtswissenschaften am 3. Dezember 1983 eine Ansprache. Er betreute und begutachtete zahlreiche Forschungsarbeiten, z. B. die Habilitationsschrift von Thomas Welskopp.
2012 widmete Reimer Hansen ihm zum Geburtstag einen Beitrag Agathe Laschs Leben und Werk im Spiegel neuerer Veröffentlichungen (In: Jahrbuch für die Geschichte Mittel- und Ostdeutschlands, Band 58, Heft 1, S. 153 ff.).
Er war verheiratet und ist seit 2018 Witwer. Er ist im Vorstand der Friedrich-Meinecke-Gesellschaft.

## Werke (Auswahl)
- Der Junghegelianer Bruno Bauer im Vormärz. Dissertation, FU Berlin, 1959.
- „Massenpsychologie“ bei den Junghegelianern. In: International Review of Social History, Volume 7, Issue 2, 1962, S. 231 ff.
- Karl Marx über das Bauerntum und die Bündnisfrage. In: International Review of Social History, Volume 11, Issue 3, 1966, S. 382 ff.
- Politik und Landwirtschaft in Ostpreußen 1919–1930. Untersuchung eines Strukturproblems in der Weimarer Republik. Westdeutscher Verlag, Köln/Opladen 1969.[12]
- gemeinsam mit Werner Conze: Karl Marx–Manuskripte über die polnische Frage (1863–1864). Walter de Gruyter, Berlin 1961.
- Ferdinand von Hansemann. In: Neue Deutsche Biographie, 7, 1966, S. 630.
- Wirtschaftskrise und Arbeitsbeschaffung. Konjunkturpolitik 1925/26 und die Grundlagen der Krisenpolitik Brünings. Campus, Frankfurt am Main 1982.
- Parteiorganisation und Wahlkämpfe der Sozialdemokratie in Berlin 1871–1918. In: Der Aufstieg der deutschen Arbeiterbewegung, Walter de Gruyter, Berlin 1990, S. 219 ff.
- Deutsche Geschichte 1871–1890. Das Kaiserreich in der Ära Bismarck. Kohlhammer, Stuttgart 1992.
- Deutsche Geschichte, 1890–1918. Das Kaiserreich in der Wilhelminischen Zeit. Kohlhammer, Stuttgart 1996.
- Zwischen Kontor und Gutshof. Berliner Unternehmer als Gutsbesitzer (1850–1914). In: Karl Heinrich Kaufhold, Bernd Sösemann (Hrsg.): Wirtschaft, Wissenschaft und Bildung in Preußen. Zur Wirtschafts- und Sozialgeschichte Preußens vom 18. bis zum 20. Jahrhundert (= Vierteljahrschrift für Sozial- und Wirtschaftsgeschichte. Beihefte, Nr. 148), Franz Steiner Verlag, Stuttgart 1998, S. 213–230.
- Wilhelminischer Neuadel? Zur Praxis der Adelsverleihung in Preußen vor 1914. In: Historische Zeitschrift, Band 282, 2006, S. 645 ff.
- Ernst von Mendelssohn-Bartholdy. In: Deutsche Biographische Enzyklopädie. Band 6: Kraatz bis Menges, Saur, 2006, S. 887.
- Herr Griebenow auf Groß Leuthen (1841–1855) oder: Der verhinderte Standesherr. In: Jahrbuch für brandenburgische Landesgeschichte, Band 58, 2007, S. 114 ff.
- Die „Neuere Geschichte“ an der Berliner Universität Historiker und Geschichtsschreibung im 19./20. Jahrhundert. In: Geschichtswissenschaft in Berlin im 19. und 20. Jahrhundert, Walter de Gruyter, Berlin 2012, S. 261 ff.
- Gastfreundschaft und Respekt. Deutsch-polnische Fußballspiele 1933 bis 1938. In: Fußball in der nationalsozialistischen Gesellschaft, Edition Temmen, Bremen 2017.
- Hitler und Polen. Zwei Beiträge zur Geschichte der deutsch-polnischen Beziehungen von 1930 bis 1939. Duncker & Humblot, Berlin 2022.